# にんげんだもの
『にんげんだもの』は、書家で詩人の相田みつをの生涯をとりあげたテレビドラマ。2004年、テレビ朝日系で放送。木梨憲武主演、石橋冠演出、川島保男製作。正式タイトルは『にんげんだもの〜相田みつを物語〜』。

## 概要
2004年12月11日、テレビ朝日開局45周年記念及び東名阪テレビネットワーク（テレビ朝日・メ〜テレ・朝日放送）完成30周年記念番組として、『土曜ワイド劇場』の枠で、相田みつをの生涯を描いたテレビドラマが放送された。相田みつを役はとんねるずの木梨憲武。ロケは2004年夏、足利市内の渡良瀬川や自宅アトリエなどで行われた。吹き替えなしで木梨が墨書する場面が見どころ。視聴率は14.8%（ビデオリサーチ調べ、関東地区）。
製作の川島保男は「相田さんを演じた木梨憲武さんの存在感が光った。書という作品を通じて視聴者の皆さんが持っていた相田さんの像と、木梨さんの演技がマッチし、うまく消化できたと思う。共演者やスタッフにも感謝しています」と話した。相田みつをの長男である相田一人は「父に木梨さんは雰囲気がとてもよく似ている。作品に向かう時の父は、半径十メートル以内には近寄れないほど殺気立っていて、母もピリピリしていました」と感想を述べた。

翌年、相田みつを美術館（東京・丸の内）ではドラマ化を記念した展覧会も開催された。

### キャスト
相田 みつを（光男） - 木梨憲武
当初は吹き替え代筆の予定であったところ、書の先生のお墨付きが出るほどの書を披露し、「筆を持ち半紙に向かっているうちに、似せて書こう、うまく書いてやろうという余計なものが消えた。自分の気持ちが入って書けた時に、石橋冠監督からOKが出た。俺は日ごろ絵筆で遊んでいるけど、書は1色の1回勝負。呼吸やリズムが大切だと教わりました」 と述べた。また、「ピカソと同じで、若い時に他人の書を書き写すことをやめた相田さんは、自分の形を早いうちに極めちゃったすごい人なんでしょうね」とみつをを評した。

相田（平賀） 千江 - 薬師丸ひろ子
ロケ先で相田みつをの妻・千江と対面し「苦労なんてしたことないわ」と聞かされ、「（台本の）字面だけ追うと暗くなりがちでしたが、とにかく自分の中の真理、真実に価値を見いだしていく女性として演じたかった」と演じる上での支えになったという。 また「（地元の）スーパーでもどこでも、応対がすごく親切。ロケを見守る人たちの目も温かく、今でも、みつをさんがどれだけ親しまれているかを実感しました」と述べ、「どんなに落ち込んでも、『生き方で返す』という夫の言葉に勇気づけられ、夫を支えていた。みつをさんは、説得力があるかどうかを考えて作品を書いたのではなく、気持ちを切り刻んでいたということが、演じてみてよく分かりました」と語った。
- 麻生 忠男（光男の同僚） - 石黒賢
- 西村 正道（光男の親友） - 近藤芳正
- 小野寺（校長） - 志賀廣太郎
- 大野（理事長） - 山崎満
- 平賀 源次郎（千江の父） - 大林丈史
- 相田 直子（光男の長女） - 中島ひろ子
- 相田 一人（光男の長男） - 小林正寛
- 相田 善平（光男の父） - 小倉一郎
- 相田 エイ（光男の母） - 室井滋
- 武井 哲応（住職） - 西田敏行